# Uçan ağıl
Uçan ağıl es un sitio arqueológico al norte de la aldea de Sirab en el raión de Babek, Azerbaiyán.

## İnvestigación
Uçan ağıl fue estudiado a través de excavaciones arqueológicas en 2015-2017 por una expedición arqueológica internacional de Azerbaiyán y Francia dirigida por Vali Baxşəliyev y Catherine Marro. Los materiales de superficie son cuencos pintados y cerámica de paja. Entre los hallazgos se encuentran piezas de cerámica de la cultura Kur-Araz. Entre los hallazgos, cabe señalar que en Duzdağ se conocen varias herramientas similares a hachas de piedra. Las excavaciones se llevaron a cabo en tres lugares. El tamaño de la primera área fue de 5 × 5 m, la segunda área también fue de 5 × 5 my la tercera área fue de 5 × 10 m Las excavaciones muestran que la capa de cultivo tiene entre 0,20 y 1,20 cm. Al examinar el Uçan ağıl, se descubrieron muestras de cerámica roja que contenían paja y fragmentos de cuencos pintados.